# Robert J. Bodnar
Robert J. Bodnar es un geocientífico estadounidense. Es un profesor distinguido de la Universidad y Profesor C. C. Garvin de Geoquímica en Virginia Tech.

## Educación
Bodnar se licenció en Ciencias en la Universidad de Pittsburgh, hizo un máster en la Universidad de Arizona y se doctoró en la Universidad Estatal de Pensilvania.

## Carrera
Al terminar su doctorado, Bodnar se incorporó a la facultad de geociencias de Virginia Tech y poco después fue nombrado Catedrático de Geoquímica C.C. Garvin en 1997. Dos años después, fue el primero en descubrir inclusiones de fluidos de agua líquida en un meteorito que cayó en Texas.
Como profesor distinguido de la Universidad, Bodnar investiga las propiedades y funciones de los fluidos en materiales naturales y sintéticos en combinación con la geología, la geoquímica, la química física y las ciencias planetarias, de los materiales y del medio ambiente. En 2007, Bodnar fue elegido miembro de la Asociación Americana para el Avance de la Ciencia por sus "distinguidas contribuciones al campo de la geoquímica aplicada y experimental, especialmente en el área de estudio de las inclusiones de fluidos naturales y sintéticos". A continuación, comenzó a trabajar en la creación de un marco científico que permitiera a los habitantes de Virginia comprender los costes y beneficios de la extracción de uranio en el estado. En 2010, Bodnar recibió la Medalla de Plata de la Sociedad de Geólogos Económicos "por la realización de trabajos inusualmente originales en las ciencias de la tierra" y un título honorífico de la Universidad de Nápoles Federico II.
En reconocimiento a sus investigaciones, Bodnar fue nombrado miembro honorario de la Sociedad Geológica de la India y recibió la medalla Thomas Jefferson por sus destacadas contribuciones a las ciencias naturales.